# 과학동아
《과학동아》(科學東亞, 영어: Donga Science 동아 사이언스[*])는 대한민국에서 발행하는 월간 과학 잡지이다. 동아일보사가 1986년 1월에 창간하였으며 디자이너 안상수가 제호 디자인을 맡았다.
창간 후 10년 동안은 적자 운영을 기록한다. 그러다 1996년 '김두희'가 편집장에 취임한 뒤 흑자가 이어졌다. 이에 잡지 운영에 대한 확신을 얻은 동아일보사는 2000년 '동아사이언스'라는 별도 법인을 설립하고, 출판국 내에 있던 과학동아부를 분사하게 된다.
2011년 5월과 2013년 2월 문화체육관광부에 의해 해당 잡지가 '우수 콘텐츠 잡지'로 선정되었다.

## 사진
- 동아사이언스 사 내에 전시된 과학동아 표지들과 잡지들이다.

## 같이 보기
- 뉴턴 (잡지)
- 파퓰러 사이언스
- 어린이 과학동아
- 수학동아
- 어린이 수학동아
- 동아미디어그룹